# Ethan Peck
Ethan Gregory Peck (Los Angeles, 2 maart 1986) is een Amerikaans acteur. 

## Biografie
Peck werd geboren in Los Angeles op 2 maart 1986 als zoon van ex-acteur en documentairemaker Stephen Peck en kunstenares Francine Matarazzo. Hij is de kleinzoon van acteur Gregory Peck met zijn eerste echtgenote Greta Kukkonen. Peck volgde les aan de privéscholen Campbell Hall en Harvard-Westlake in Los Angeles. Hij blonk uit in atletiek en leerde klassiek cello spelen.
Na de middelbare school ging Peck naar de Tisch School of the Arts aan de New York-universiteit, waar hij drie jaar lang deelnam aan de Experimental Theater Wing voordat hij vertrok om zijn acteercarrière te starten.

## Filmografie
- Bibliothèque nationale de France: cb17030267k (data)
- International Standard Name Identifier: 0000 0001 0754 0825
- Library of Congress Control Number: no2010191530
- MusicBrainz: 67990882-8558-4e34-8634-6ab6f3e9ff55
- Virtual International Authority File: 160163110
- WorldCat: E39PBJbWwYY8rTgKfYVPbPfXh3